# 平貞文
平貞文或平定文（日语：或／ Taira no Sadafun */?，？—923年10月9日），又稱平中或平仲（日语：或／ Heichū */?），是日本平安時代貴族和歌人，出自於平氏。和歌方面，他有26首作品收錄於敕撰和歌集，初次收錄是《古今和歌集》，為中古三十六歌仙之一。此外，他也是《平中物語》的主角。

## 生平
貞文之父是從四位上右近衛中將平好風，祖父是茂世王，曾祖父是桓武天皇之子仲野親王。貞文又稱平中（平仲），這個稱號一說是來自其父好風曾經擔任近衛中將，與同樣以好色著稱的在原業平的稱號「在中將」也有關連，世人並稱兩者為「在中平中」。生年方面，《世界大百科事典》和《平安時代史事典》雖然主張貞文出生於貞觀13年（871年），然而《和歌大辭典》、《日本古典文學大辭典》、《國史大辭典》、《國書人名辭典》、《日本古典文學大事典》、《和歌文學大辭典》和《大辭泉》均稱是不明。
貞觀16年11月21日（875年1月2日），根據《日本三代實錄》記載，貞文在其祖父茂世王的請求下與其父平好風一同臣籍降下，獲賜姓平朝臣。根據《古今和歌集目錄》記載，貞文在寬平3年12月（892年1月或2月）就任為內舍人，寬平5年2月16日（893年3月7日）出任右馬權少允，寬平9年5月25日（897年6月28日）獲任命為右兵衛少尉。延喜6年正月7日（906年2月3日），他獲敘為從五位下，並且就任為外衛少將。延喜10年正月13日（910年2月25日），他出任三河介。延喜13年正月28日 （913年3月8日），他獲任命為侍從。延喜17年5月20日（917年6月12日），他就任為右馬助，延喜19年正月28日（919年3月3日）出任右兵衛佐。延喜22年正月7日（922年2月6日），他升至從五位上。延長元年6月22日（923年7月8日），他兼任三河權介。同年9月27日（10月9日），貞文死去。

## 人物
貞文為人好色，相關事蹟不但見於以其為主角的《平中物語》，也散見於《今昔物語集》、《古本說話集》和《宇治拾遺物語》等說話集內。他與伊勢、近江守之女、土左、武藏、閑院之御、紀乳母和Ootsubune等女房也有過關係，其中在20多歲時與伊勢交往時曾經遭受藤原時平的讒言而被免職，後來在茂世王之妹班子女王介入下才獲赦免。
根據《大和物語》記載，貞文也曾經與在原棟梁之女有過關係，谷崎潤一郎的小說《少將滋幹之母》部分內容以此為題材。《源氏物語》「末摘花」也記載貞文為了吸引女性而把水弄到臉上扮哭，注意到此事的女性將墨汁混入貞文裝水的容器內，結果讓貞文的眼睛周圍被墨汁染黑。

## 和歌
| 敕撰和歌集   | 新編國歌大觀編號                             |
| ------------ | -------------------------------------------- |
| 古今和歌集   | 238、242、279、666、670、823、964、965、1033 |
| 後撰和歌集   | 531、554、647、658、695、710                 |
| 拾遺和歌集   | 481、1091、1185、1211、1308                  |
| 新古今和歌集 | 1220                                         |
| 續後撰和歌集 | 705                                          |
| 續千載和歌集 | 450                                          |
| 新千載和歌集 | 122、1510                                    |
| 新拾遺和歌集 | 1633                                         |

貞文是中古三十六歌仙之一，總共有26首和歌收錄於敕撰和歌集，現存和歌則為114首，涵蓋收錄於《平中物語》內的99首、《古今和歌集》內9首、《後撰和歌集》內6首、《拾遺和歌集》內8首、《伊勢集》內6首、《平定文家歌合》內8首、《宇多院物名歌合》內3首、《大和物語》內26首以及《古今和歌六帖》內14首，部分重複。作品大多以感歎自己情場失意為題材，修辭手法多用掛詞、緣語、同語或同音反覆，歌風悲傷柔弱，家集則已散佚。此外，他與紀貫之、凡河內躬恒、紀友則、壬生忠岑和清原深養父等歌人也有交流，並且至少在延喜5年4月28日和延喜6年（905年6月3日和906年）曾經舉辦歌合。
| 敕撰和歌集版本 | 後六六撰版本 | 時代不同歌合版本 | 上海譯文出版社譯本                   |
| -------------- | ------------ | ---------------- | ------------------------------------ |
|                |              |                  | 人生已太短 白駒過隙一瞬間 何必自找煩 |

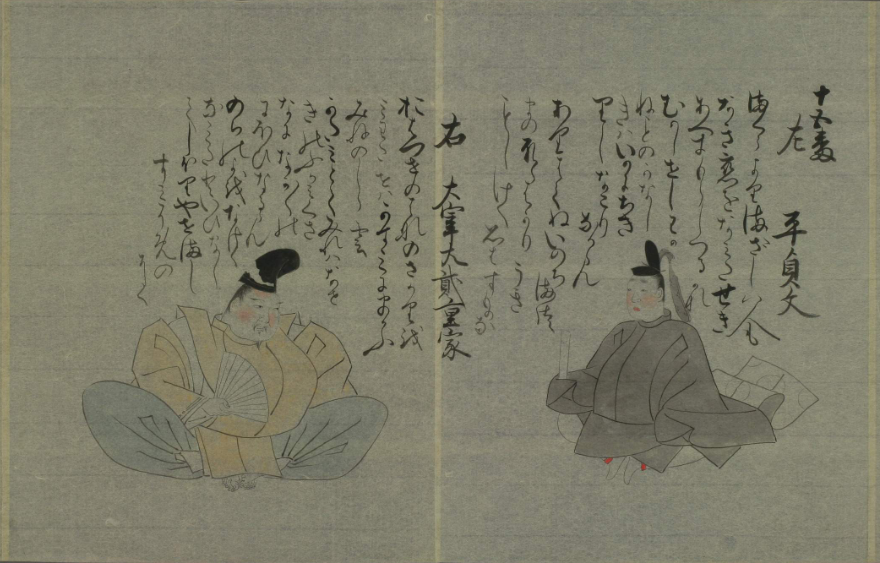
時代不同歌合中的藤原重家 (刑部卿)和平貞文，其中第三首和歌即此歌

這首和歌收錄於《古今和歌集》卷第十八「雜歌下」，新編國歌大觀編號965，詞書是「罷官時作」（つかさとけて侍りける時よめる）。此歌的意思是人生苦短，至少希望在臨終時不會胡思亂想一些痛苦事情，人生也可以理解成官場生涯。除了《古今和歌集》外，此歌也以收錄於《新撰和歌》、《伊勢集》、《和泉式部續集》、《時代不同歌合》、《和歌體十種》、《後六六撰》、《俊賴髓腦》、《和歌色葉》、《悅目抄》、《大和物語》、《定家八代抄》、《源氏釋》、《奧入》、《紫明抄》和《河海抄》。
首句同時有未能長命百歲和未能任官至最後的意思，的意思是長命百歲，其中也可以理解成任官的意思，指直至最後，是表示否定的的連體形。第二句的意思是臨終時或任官快將結束時，其中的為掛詞，同時指官場生涯和臨終。第三句的意思是至少。第四句和末句的意思是希望不會胡思亂想一些痛苦事情，其中指各種各樣或不斷，則表示希望。

## 註解
1. ↑  [8]
  - 土左推測是宇多天皇和醍醐天皇時期的女房，有7首和歌收錄於《後撰和歌集》。
  - 閑院之御是貞元親王（日语：貞元親王）的女房。
  - 紀乳母原名紀全子，為陽成天皇的乳母，源益（日语：源益）之母。
2. ↑  在原棟梁之女作為藤原國經（日语：藤原国経）之妻時與貞文有過關係，後為藤原時平之妻和藤原敦忠之母[8]。
3. ↑  詞書是指寫在和歌前的一些語句，用於說明該和歌的主題或寫作動機等等[14]。
4. ↑  《源氏釋》是「松風（日语：松風 (源氏物語)）」和「宿木（日语：宿木）」，《奧入》是「宿木」，《紫明抄》是「松風」、「鈴蟲（日语：鈴虫 (源氏物語)）」和「宿木」，《河海抄》是「松風」、「鈴蟲」、「御法（日语：御法）」和「宿木」[20]。